# Geisteswissenschaftliche Institute Wilhelm-Röpke-Straße

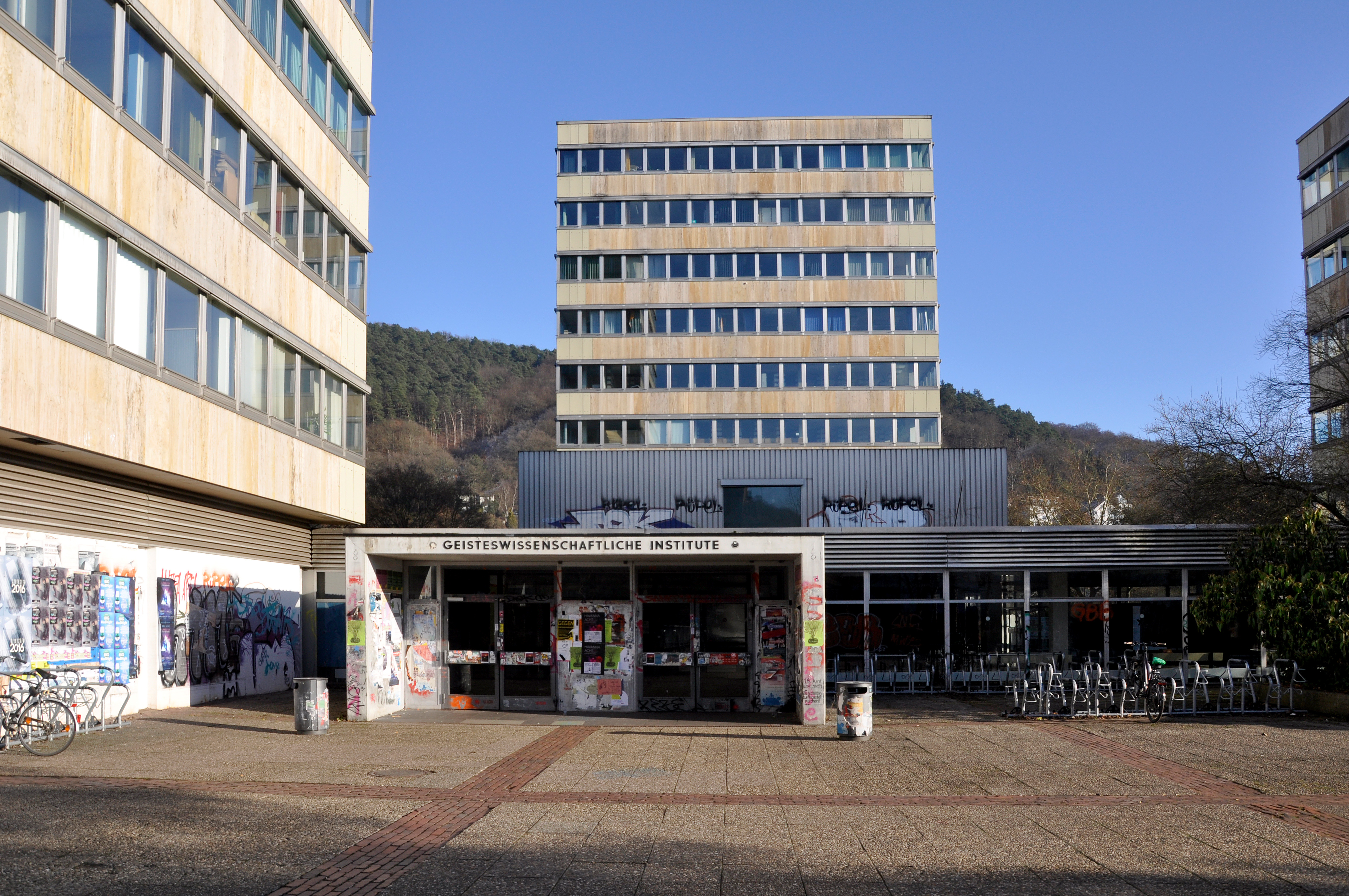
Eingang der Geisteswissenschaftlichen Institute

Die Geisteswissenschaftlichen Institute an der Wilhelm-Röpke-Straße sind ein Gebäudekomplex der Philipps-Universität Marburg, der zwischen 1963 und 1967 im Marburger Stadtteil Ortenberg errichtet wurde. Der Bau diente über Jahrzehnte als zentraler Standort zahlreicher geisteswissenschaftlicher Institute der Universität. Umgangssprachlich wird der Komplex häufig auch als Philosophische Fakultät bzw. PhilFak bezeichnet.

## Geschichte
Nach dem Zweiten Weltkrieg litten viele Institute der Universität Marburg unter Raumnot. Ein Zustand, der durch die rapide wachsenden Studierendenzahlen in den 1950er Jahren verstärkt wurde. Auch die sprachwissenschaftlichen Fächer waren im Institutsgebäude am Plan nur unzulänglich untergebracht, sodass schon Mitte der 1950er Jahre Forderungen an das Land Hessen gerichtet wurden, das Gelände durch Zukauf von Nachbargrundstücken zu erweitern und einen Neubau für die Sprachwissenschaften zu errichten. Im Vergleich zum Raumbedarf bot dieses Vorhaben jedoch nur wenig Zugewinn an Raum. Auch mangelte es an ausreichenden Parkplätzen, sodass von einer „Armeleutelösung“ die Rede war.
Zeitgleich zu diesen Planungen in der Oberstadt gab es Pläne, Teile der Universität nach Cappel zu verlegen sowie die Idee, am Krummbogen einen neuen Standort zu errichten.
Dort hatte die Universität ab 1958 Grundstücke erworben, auf denen sich zuvor Kleingärten und kleinere Betriebe befanden. Insgesamt konnte eine etwa 10 Hektar große Fläche gesichert werden. Erste städtebauliche Voruntersuchungen wurden ab 1960 durchgeführt; sie sahen zunächst eine weitläufige, maximal fünfgeschossige Bebauung vor. Im März 1961 wurde ein erster konkreter Bauvorschlag unterbreitet, der ein überwiegend dreigeschossiges Gebäude mit einzelnen sechs- bis siebenstöckigen Teilen vorsah.
Zugleich gab man das Erweiterungsvorhaben in der Oberstadt auf, da sich am Krummbogen die Möglichkeit bot, die geisteswissenschaftlichen Institute in einem gemeinsamen Gebäudekomplex unterzubringen.
Die Planungen mussten jedoch im September 1961 angepasst werden, als bekannt wurde, dass ein erheblicher Teil des Geländes dem Ausbau der Bundesstraße 3 weichen sollte. Im November desselben Jahres wurde das Staatliche Universitätsbauamt Marburg unter der Leitung von Wilhelm Küllmer beauftragt, einen verdichteten Hochhauskomplex zu entwerfen, der dennoch alle geplanten Institute aufnehmen konnte. Projektleiter war Oberregierungsbaurat Günter Barth. Der Baubeginn erfolgte 1963, die Einweihung fand am 18. November 1967 statt.

## Architektur
Der Gebäudekomplex besteht aus sechs turmartigen Einzelbauten mit Höhen zwischen drei und zehn Stockwerken, die durch einen eingeschossigen Verbindungsbau zusammengefasst sind. Zentral angeordnet ist ein Innenhof. Die einzelnen Türme stehen auf markanten Sichtbeton-Stelzen, die auch in den Innenräumen sichtbar bleiben. Die Konstruktion erfolgte als Stahlbetonskelettbau.
Die Außenfassade ist funktional-modern gestaltet. Sie wird durch umlaufende Fensterbänder mit Aluminiumrahmen und Fassadenplatten aus Travertin gegliedert. Der Grundriss der Türme ist weitgehend identisch, zwei kleinere Türme sind um 45 Grad gedreht angeordnet. Die Raumstruktur orientiert sich an den ursprünglichen Anforderungen der jeweiligen Institute.

## Nutzung

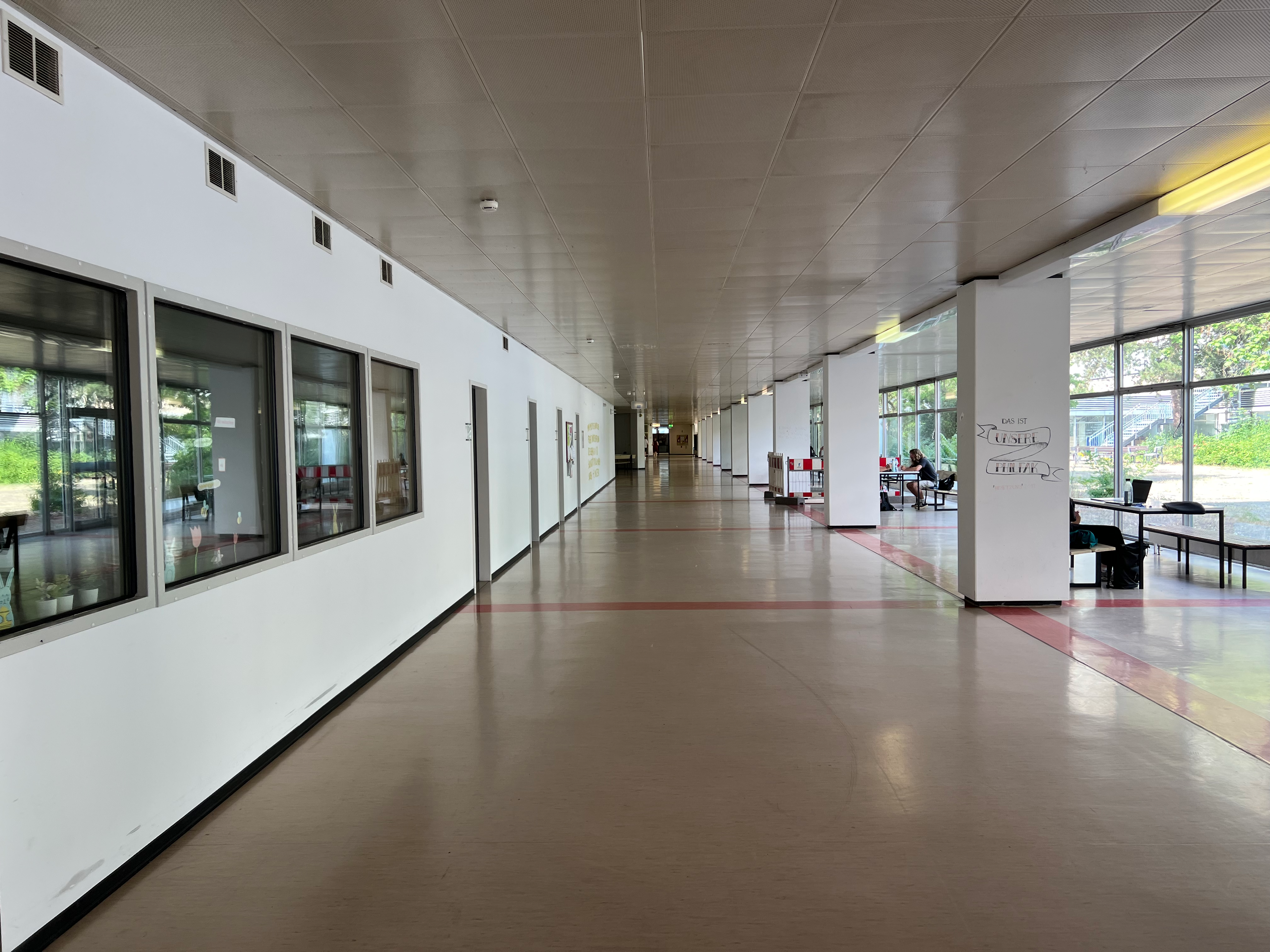
Innenansicht im Erdgeschoss

Bereits zum Wintersemester 1966 wurde der Turm C der Universität übergeben, zum Sommersemester 1967 wurden auch die Blöcke A und B bezogen. Die offizielle Einweihung der Universitätsneubauten am Krummbogen fand am 18. November 1967 in Anwesenheit des hessischen Ministerpräsidenten Georg-August Zinn statt.
Der Komplex vereinte Büros, Bibliotheken, Seminarräume sowie einen Hörsaal. Zu den hier untergebrachten Einrichtungen gehörten unter anderem die Institute für Philosophie, Geschichte, Kunstgeschichte, Politikwissenschaft und Germanistik.

## Aktuelle Situation
Anfang des 21. Jahrhunderts wurden viele Abteilungen des Universitätsklinikums aus der Marburger Innenstadt auf die Lahnberge verlagert. Dadurch entstand die Idee des „Campus Firmanei“ als neuer Standort für die in der PhilFak ansässigen Institute sowie die Universitätsbibliothek. Im Jahr 2007 wurde das Projekt „Campus Firmanei“ vom Land Hessen beschlossen.  2018 wurde die Universitätsbibliothek in einen Neubau am Alten Botanischen Garten verlagert. Die geistes- und sozialwissenschaftlichen Fachbibliotheken, die zuvor in den Geisteswissenschaftlichen Institute untergebracht waren, wurden aufgelöst und in die neue Zentralbibliothek überführt. Neben den Fachbibliotheken sind bereits mehrere Fachbereiche und Institute aus der PhilFak ausgezogen, in den kommenden Jahren werden die übrigen Institute auf den neuen Campus verlagert.
Stand Juli 2025 befinden sich noch Teile der Institute für Geschichte, Germanistik, Kunstwissenschaft, Erziehungswissenschaft sowie Fremdsprachliche Philologien im Komplex.
Im Sommer 2022 mussten große Teile des Gebäudes vorübergehend wegen erheblicher Brandschutzmängel geschlossen werden. Eine umfassende Räumung des Komplexes ist aktuell für das Jahr 2031 vorgesehen. Die zukünftige Nutzung des Areals ist offen, jedoch sollen die markanten Türme erhalten bleiben.